# 政井峰
政井 峰（政井みね、1888年2月3日—1909年11月20日）是日本的一名紡織女工。也是支撐日本近代化的千千萬萬勞動者中的一員和女工哀史中所描述的翻越野麥峠的悲慘打工女。
政井峰（以下簡稱阿峰）生於岐阜縣吉城郡河合村（現飛騨市河合町角川）。爲了減輕家裏的衣食負擔和村裏其他多數女孩一樣她也外出打工。在明治政府富国強兵的政策下，爲了取得外匯來支撐日本近代化的進程,在水利資源豐富的長野縣諏訪地區開設了很多製絲工廠。阿峰和夥伴們告別父母親人前往這裡的工廠。
阿峰和100名以上同齡人一起離開家鄉的時候只有14歳，1903年2月她們翻越了高峻的野麥峠。残雪結冰后象刀刃一樣割破少女們的雙腳。野麥的雪也被她們的鮮血染紅。途中還有不小心滑落到山下的，因爲沒有錢只能在戶外的冰天雪地裏露宿。歷經險阻，步行200公里她們終于來到諏訪.
在製絲工廠山一林組等待她們的是惡劣的工作環境。每天必須在悶熱充滿惡臭的地方工作15小時，爲了防止女工逃跑工廠四周還敷設了鐵絲網，簡直如同監獄，女工們爲了掙錢寄給家裏盼望早日和家人團聚，沒日沒夜地拼命工作，即使過年也不休息。（這裡当時的生絲出口量佔日本全國1/3）

時光飛轉阿峰成了模範女工，工資也漲到一年一百日元，可是也因爲長期的勞累得了嚴重的腹膜炎。知道自己命已不長，阿峰拒絕前來接自己的哥哥辰次郎送其去松本住院，要求哥哥帶自己回故鄉飛騨。辰次郎只好背着阿峰回飛騨。1909年11月20日下午2點，他們終于來到奪去很多過往行人性命的野麥峠，阿峰高興地說「啊，我又看到了飛騨」隨後永遠閉上了眼睛，結束20歳的短暫生命。
根據這個史實山本茂實寫了小説「啊，野麦峠」。野麥峠也立了慰靈碑。飛騨市河合町角川的専勝寺有政井峰墓。阿峰死後近100年前來吊唁的人也絡繹不絕。

## 關聯項目
- 野麥峠
- 啊，野麥峠
- 打工

## 外部連結
- 野麥峠（高根村観光開發公社）
- 飛騨峠 -野麥峠- （页面存档备份，存于）